# Lijst van kreeftachtigen in Colombia

Kaart van Colombia.

Deze lijst bevat kreeftachtigen (Crustacea) die in Colombia voorkomen.
Colombia is een tropisch land rond de evenaar en bezit verschillende ecosystemen wat de biodiversiteit groot maakt.

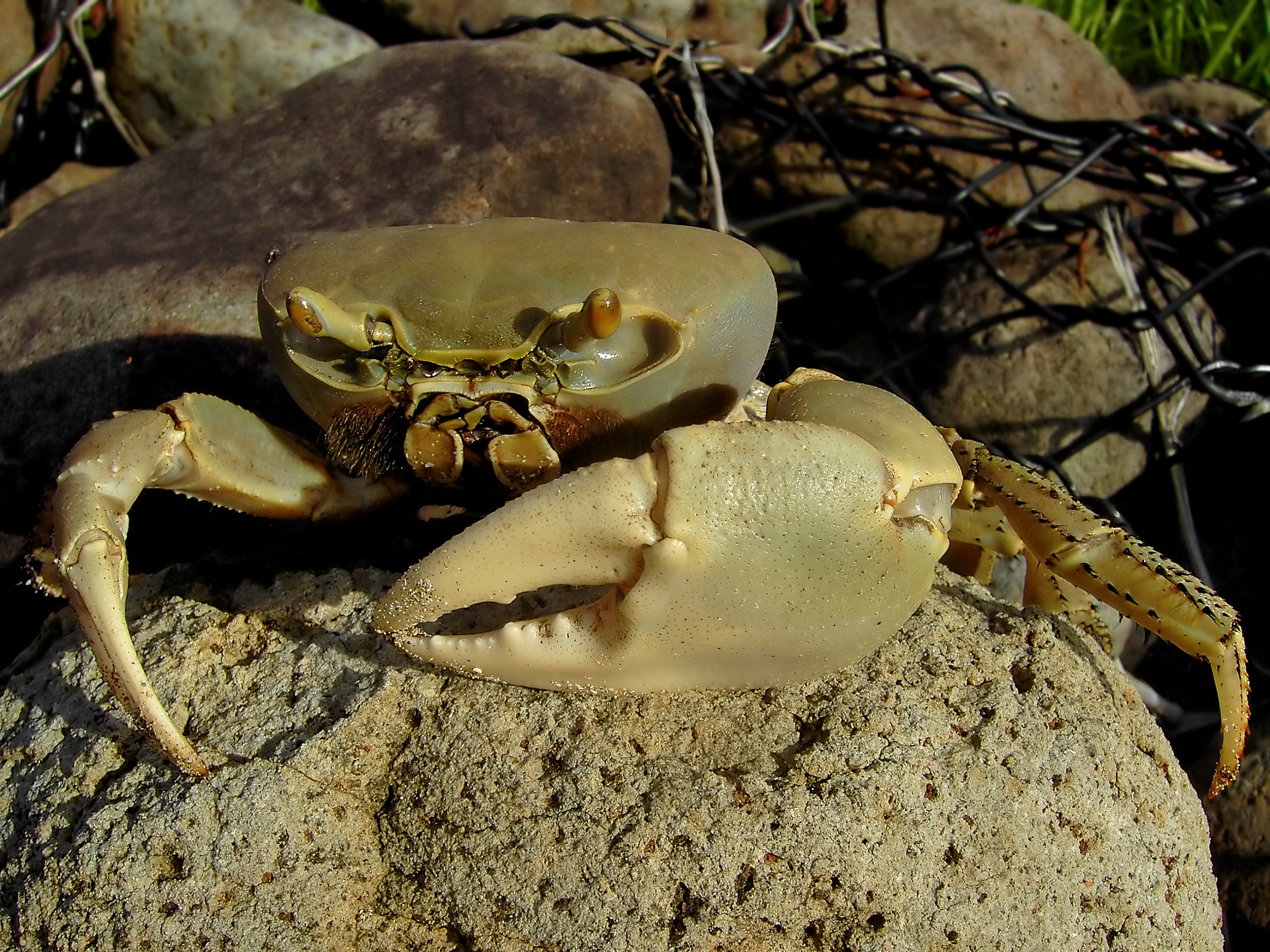
Cardisoma guanhumi

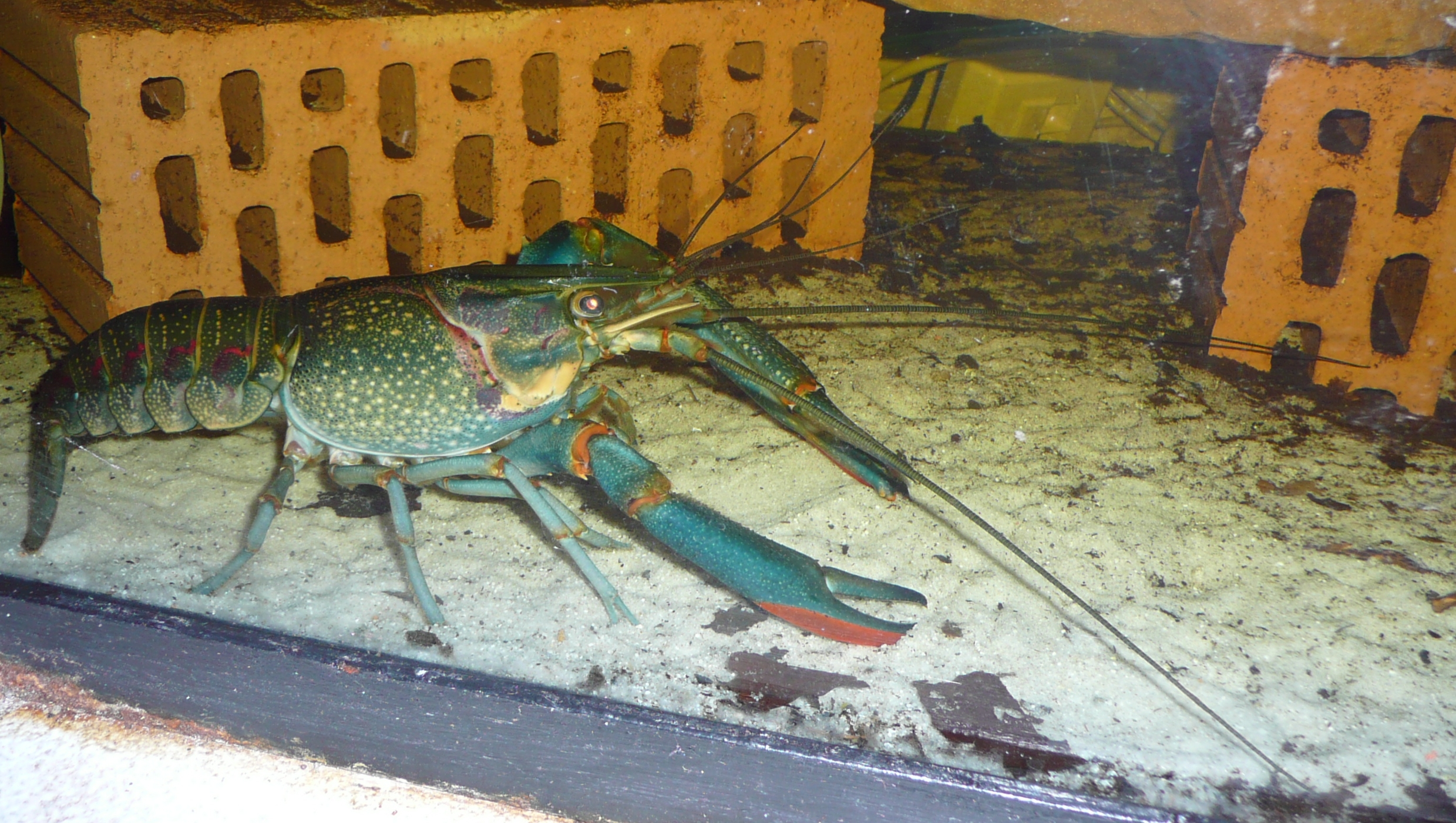
Cherax quadricarinatus

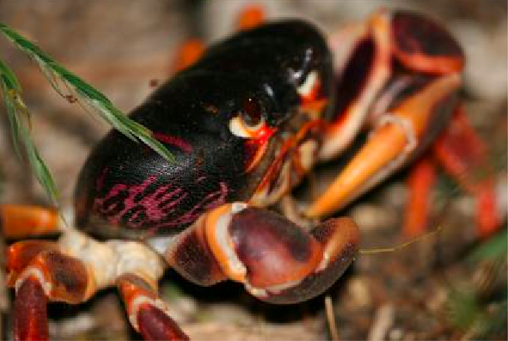
Gecarcinus ruricola

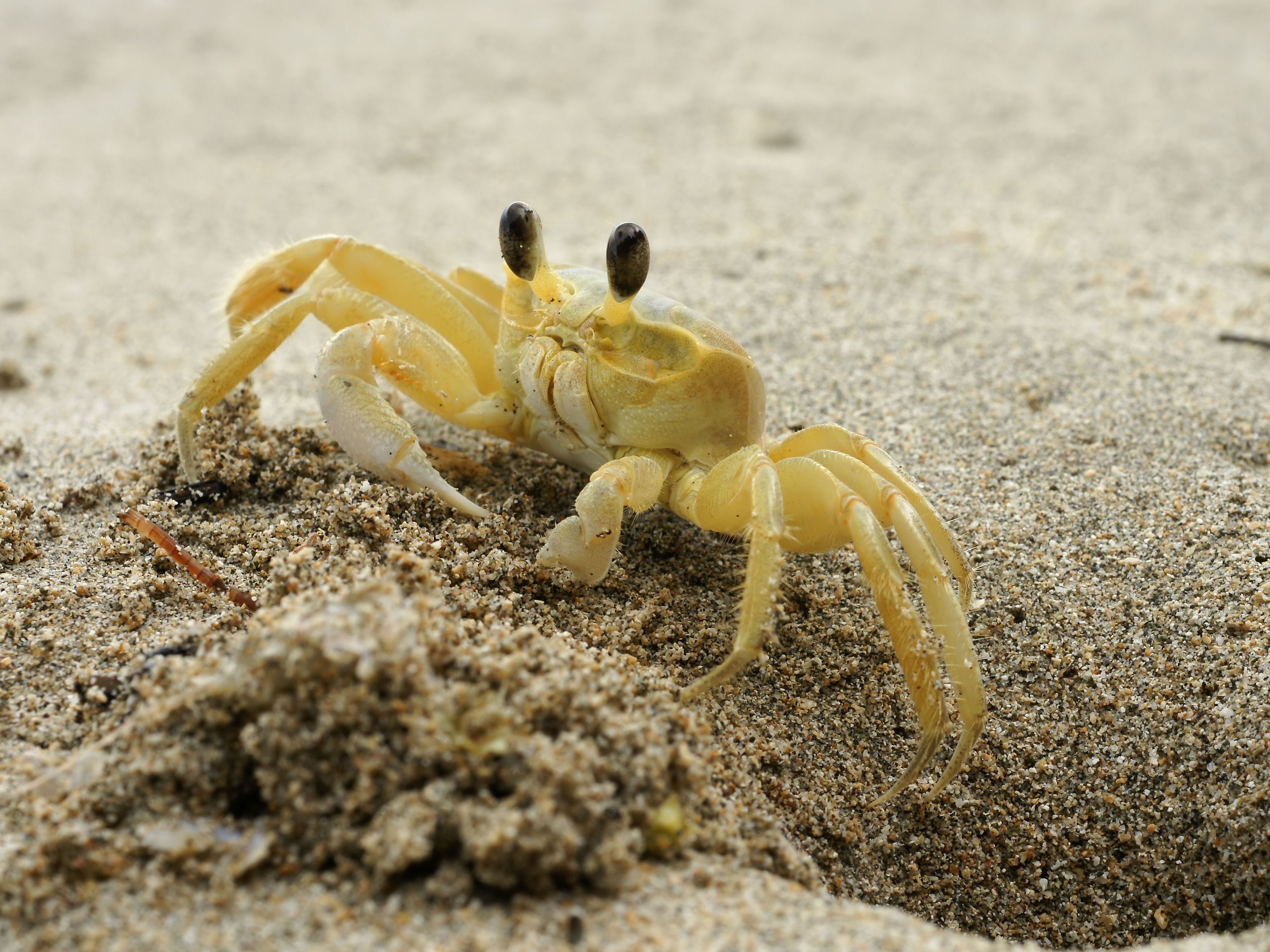
Ocypode quadrata

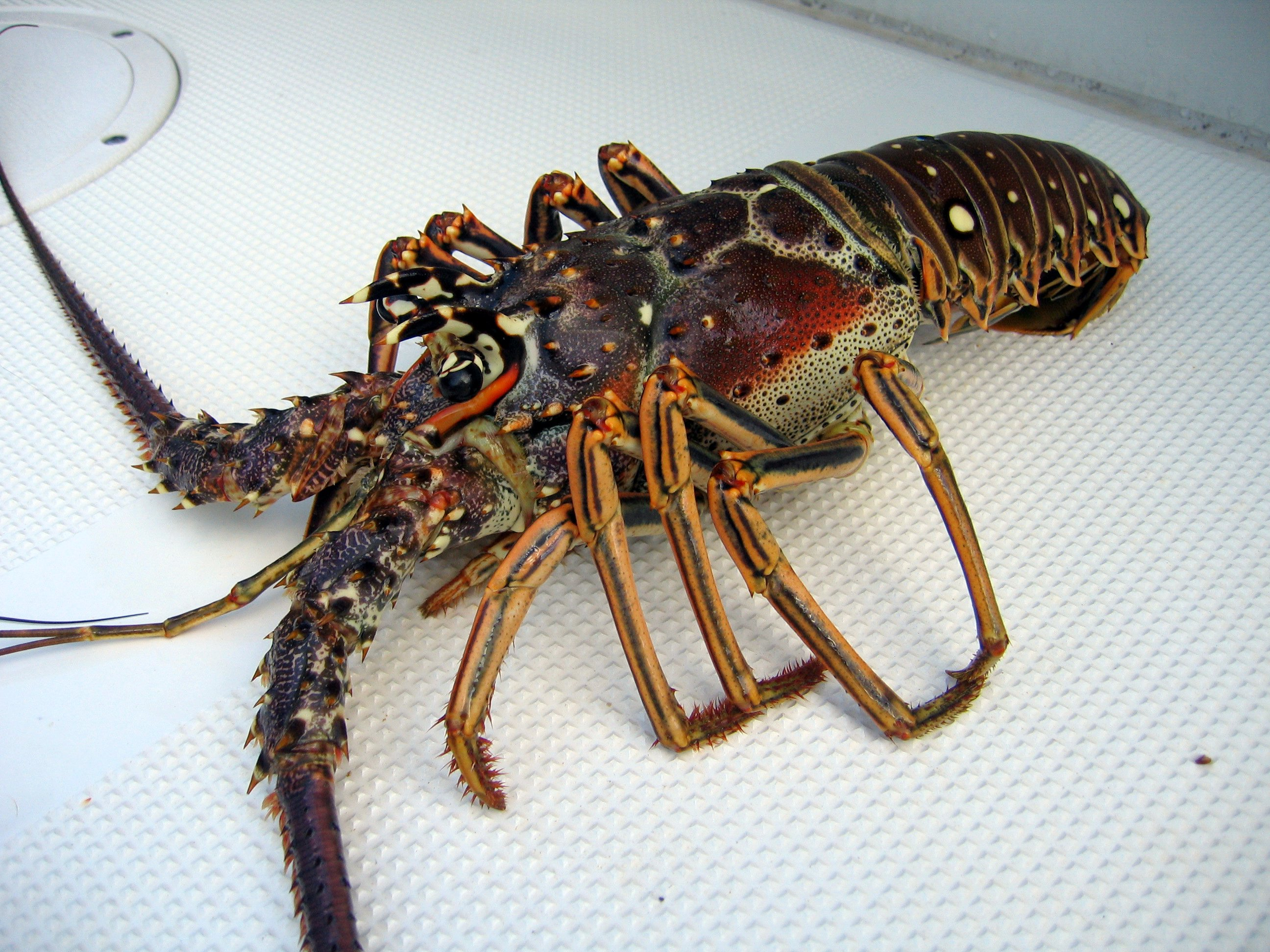
Panulirus argus

- Acanthocarpus delsolari
- Ala cornuta
- Anomoeomunida caribensis
- Boeckella gracilis
- Calappa convexa
- Calappa saussurei
- Cardisoma guanhumi
- Carpilius corallinus
- Cherax quadricarinatus
- Collodes gibbosus
- Collodes granosus
- Collodes tenuirostris
- Cycloes bairdi
- Dromidia larraburei
- Dynomene ursula
- Epialtoides murphyl
- Ethusa ciliatifrons
- Ethusa gracileps
- Ethusa lata
- Ethusa mascarone
- Ethusa smithiana
- Eucinetops panamensis
- Eunephrops bairdii
- Euphausia brevis
- Euphausia distinguenda
- Euphausia diomedeae
- Euphausia eximia
- Euphausia mutica
- Euphausia tenera
- Euprognatha bifida
- Gecarcinus ruricola
- Hemus finneganae
- Hepatus kossmanni
- Herbstia pubescens
- Herbstia tumida
- Heterocrypta tommasii
- Hypoconcha panamensis
- Illacantha hancocki
- Illacantha schmitti
- Leucosilia jurinei
- Lithadia cumingii
- Litopenaeus occidentalis
- Litopenaeus schmitii
- Litopenaeus vannamei
- Mesocyclops venezolanus
- Mithrax spinosissimus
- Munida angulata
- Munida irrasa
- Munida pusilla
- Munidopsis alaminos
- Munidopsis aries
- Munidopsis brevimanus
- Munidopsis colombiana
- Munidopsis erinaceus
- Munidopsis longimanus
- Munidopsis platirostris
- Munidopsis polita
- Munidopsis ramahtaylorae
- Munidopsis riveroi
- Munidopsis simplex
- Munidopsis spinosa
- Nematocrachion flexipes
- Nematcelis gracilis
- Neostrengeria lemaitrei
- Ocypode occidentalis
- Ocypode quadrata
- Orththelphusa hlthuisi
- Panulirus argus
- Persephona townsendi
- Pilumnus pannosus
- Portunus spinicarpus
- Prionothelphusa eliasi
- Procambarus clarkii
- Randalia agaricias
- Ranila fornicata
- Raninoides loevis
- Stylocheiron affine
- Stylocheiron carinatum
- Trachypenaeus byrdi
- Trapezia corallina
- Uca beebei
- Uca brevifrons
- Uca deichmanni
- Uca festae
- Uca heteropleura
- Uca intermedia
- Uca pygmaea
- Uca tenuipedis
- Xanthodius sternberghii
- Xanthodius stimpsoni
- Xiphopenaeus kroyeri
- Xiphopenaeus riveti